# Bud Carson
Bud Carson, właśc. Leon H. Carson (ur. 28 kwietnia 1930 w Brackenridge, Pensylwania, zm. 7 grudnia 2005 w Sarasota, Floryda) – zawodnik i trener futbolu amerykańskiego.
W czasie nauki w University of North Carolina grał w futbolowej drużynie akademickiej jako obrońca (na przełomie lat 40. i 50.), następnie odbył służbę wojskową w marynarce. Jako trener futbolu amerykańskiego rozpoczął pracę od zespołu akademickiego Georgia Institute of Technology, początkowo jako asystent Bobby'ego Dodda, a od 1967 pierwszy trener. W grudniu 1970 Carson doprowadził zespół Georgia Institute of Technology do trofeum Sun Bowl.
W 1972 został zatrudniony jako asystent ds. formacji obronnej w drużynie NFL Pittsburgh Steelers, gdzie pierwszym trenerem był Chuck Noll. Był współtwórcą drużyny, uważanej za jedną z najlepszych w grze obronnej w historii ligi, miał swój udział w zwycięstwach zespołu z Pittsburgha w dwóch edycjach Super Bowl (1974 i 1975); później Steelers w zbliżonym składzie wygrywało Super Bowl w 1978 i 1979, ale już bez udziału Carsona, który przejął opiekę nad obroną zespołu Los Angeles Rams. Właśnie zespół z Los Angeles był przeciwnikiem Pittsburgh Steelers w edycji Super Bowl w 1979.
W latach 1985–1988 Carson był trenerem-koordynatorem ds. obrony w New York Jets, a następnie głównym trenerem Cleveland Browns. Posadę w Cleveland stracił po zaledwie rocznej pracy, po nieudanym starcie do sezonu 1990. Powrócił wówczas do roli trenera-specjalisty obrony; karierę trenerską zakończył w 1997. 
Był żonaty z prezenterką stacji telewizyjnej w Sarasota WWSB Lindą Carson.